# Métope
Pour les articles homonymes, voir Métope (homonymie).

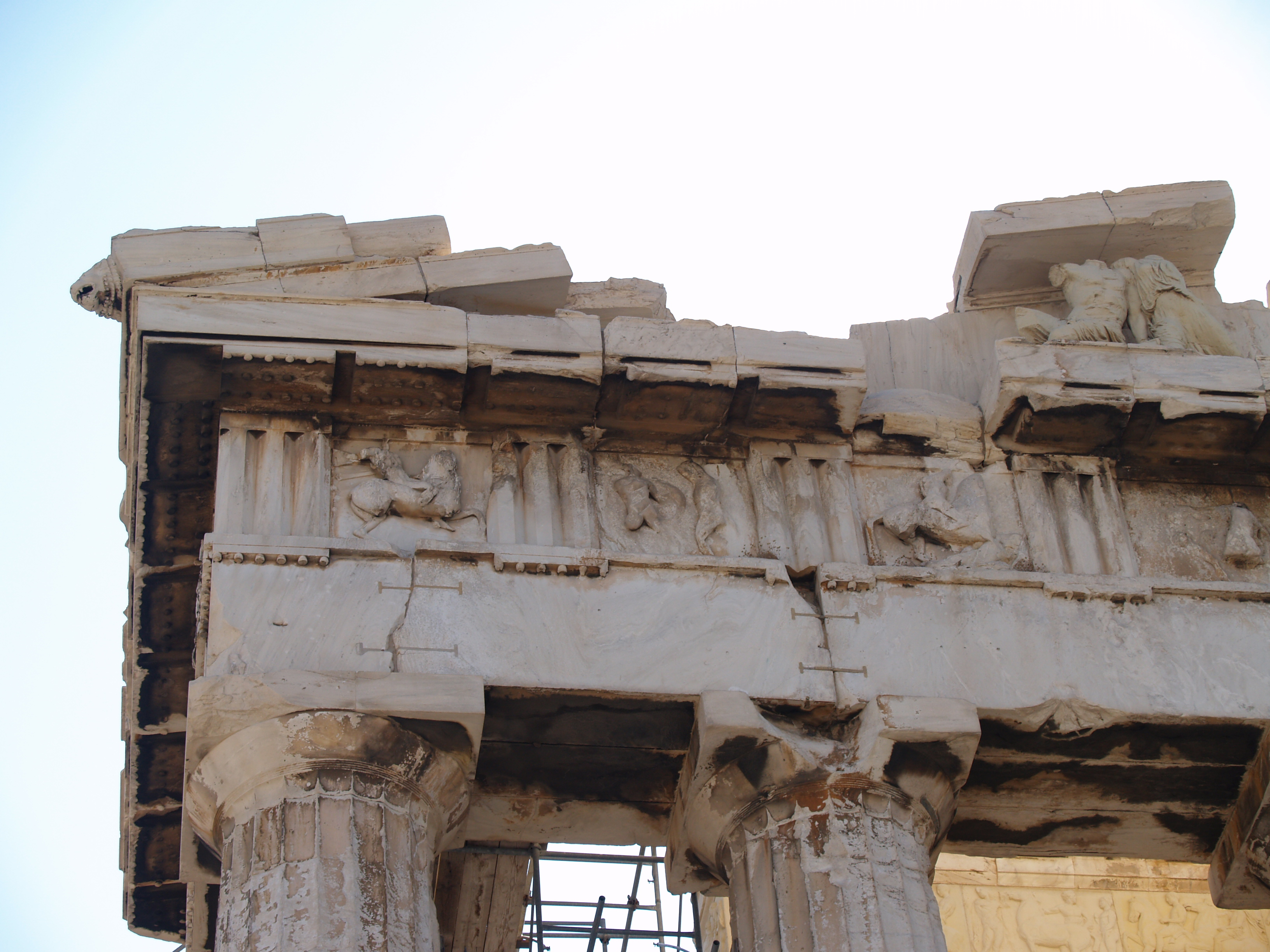
Alternance de métopes et triglyphes sur le Parthénon.

Une métope est un panneau architectural de forme rectangulaire, le plus souvent décoré de bas-reliefs. Elle est située au-dessus de l'architrave, en alternance avec les triglyphes (dans l'ordre dorique). L'ensemble forme une frise.

## Vocabulaire
Une plaque assez mince porte les bas-reliefs et reste indépendante de la partie postérieure, on parle alors de contre-métope. Une demi-métope est une portion de métope occupant l'angle d'une frise dorique depuis la Renaissance. En effet, la frise dorique antique se retourne sur un triglyphe désaxé par rapport à la colonne.

## Origines
Les métopes et triglyphes de la frise dorique étaient à l'origine des plaques de terre cuite peintes de couleurs vives qui protégeaient de l'humidité la charpente en bois. Les temples seront progressivement construits en marbre (dans les Cyclades) ou en calcaire gris coquillier (dans le Péloponnèse), accédant ainsi à une dimension monumentale. Dans cette nouvelle architecture, toute de pierre constituée, charpente comprise, les éléments fonctionnels tels métopes et triglyphes de la frise dorique, accèdent à une valeur purement décorative. Même chose pour les annelets des colonnes qui, à l'origine, étaient les cerclages des colonnes en bois.

## Couleur
Contrairement à l'image de marbre blanc que nous a laissée l'usure du temps, les temples grecs étaient peints. Une coloration canonique se met en place : les lignes horizontales sont en rouge, les verticales en bleu ou en bleu-noir, les fûts de colonnes restent clairs.

## Étymologie
Le nom « métope » vient du grec ancien μετόπη / métopê, de μετά / méta, « entre », et ὀπη / ôpê, « ouverture ».